# 賀内隆弘
賀内 隆弘（かうち たかひろ、1961年8月12日 - ）は、秋田放送のアナウンサー。2025年4月現在、報道制作局報道制作部シニアマネージャーである。

## 人物
秋田県秋田市出身。秋田県立秋田高校卒。法政大学卒業後の1984年、山形放送にアナウンサーとして入社。
山形放送時代、東北6県で放送されていたラジオ番組『我が町バンザイ』のテーマソングレコード「なまって俺についてこい」を東北限定でリリースした。1986年4月に退社。そして、1987年に地元の秋田放送に入社。
中学からはじめた吹奏楽に造詣が深く、吹奏楽コンサートの司会を担当している。「21世紀の吹奏楽 “響宴”」では、2000年（第3回大会）から現在2019年（第22回大会）時点まで長年司会を担当（第3回大会は、総合司会を担当した）。この他吹奏楽雑誌に寄稿したり、作曲もしており、彼の代表曲「コンサートマーチ『オン・ステージ』」は様々な団体によってCD化されている。

## 担当番組

### 秋田放送アナウンサー
- ABSラジオ「あさ採りワイド秋田便」メインパーソナリティー
- 県議会だより
- 知っとく医療のツボ（ナレーション）
- さきがけ・ABSニュース
- 五城目町主催・「秋田追分全国大会」の司会
- 音楽情報局　土曜はキャベツクラブ

ほか

### 山形放送アナウンサー
- 我が町バンザイ(東北6局のラジオ企画ネット番組)ほか